# Villa Hermosa, Baja California
Villahermosa (olika betydelser) är en ort i Mexiko.   Den ligger i kommunen Mexicali och delstaten Baja California, i den nordvästra delen av landet, 2 200 km nordväst om huvudstaden Mexico City. Villahermosa (olika betydelser) ligger 24 meter över havet och antalet invånare är 472.
Terrängen runt Villahermosa (olika betydelser) är platt, och sluttar söderut. Runt Villahermosa (olika betydelser) är det ganska tätbefolkat, med 58 invånare per kvadratkilometer. Närmaste större samhälle är Tecolots, 8,0 km söder om Villahermosa (olika betydelser). Trakten runt Villahermosa (olika betydelser) består till största delen av jordbruksmark.